# حلم أوسيان
حلم أوسيان هي لوحة زيتية للرسام الفرنسي جان أوغست دومينيك آنغر رسمها في عام 1813 وهي الأن ضمن مقتنيات متحف آنغر بورديل.